# Cynoglossus lachneri
Cynoglossus lachneri är en fiskart som beskrevs av Menon, 1977. Cynoglossus lachneri ingår i släktet Cynoglossus och familjen Cynoglossidae. Inga underarter finns listade i Catalogue of Life.